# Mio cugino
Mio cugino (My Cousin) è un film muto del 1918 diretto da Edward José.
Il film offre uno sguardo simpatetico ed umoristico al mondo degli immigrati italiani a New York. Il celeberrimo tenore Enrico Caruso recita la doppia parte dei due cugini.

## Trama
A Little Italy, vive Mario Nanni, un giovane scultore che tenta di farsi un nome. Ma la vita è difficile e Mario, che è innamorato di Rosa Ventura, per conquistare la ragazza cerca di impressionarla vantandosi di essere il cugino di Cesare Carulli, un famoso tenore. Dopo una recita de I pagliacci, i due vanno in una caffetteria dove si trova Carulli, ma il tenore non riconosce il cugino. Allora Mario tenta di consegnare al celebre parente un suo busto ma il segretario di Carulli scambia il giovane per un aspirante cantante e lo mette alla porta. Tutta Little Italy prende Mario per un fanfarone e anche Rosa, che il padre vorrebbe sposasse un ricco fruttivendolo, pensa di lasciarlo. I guai di Mario arrivano però all'orecchio di Carulli: il tenore si presenta nello studio dello scultore e, con voce stentorea, commissiona un busto in bronzo di suo cugino.

## Produzione
Il film fu prodotto dalla Famous Players-Lasky Corporation

## Distribuzione
Distribuito dalla Artcraft Pictures Corporation e dalla Famous Players-Lasky Corporation, uscì nelle sale cinematografiche USA il 24 novembre 1918.
Il 9 marzo 2004, il film è stato pubblicato in DVD (NTSC) dalla RCA Red Seal